# Čamšen Kangri
Čamšen Kangri (také Chamsen Kangri) je hora vysoká 7 017 m n. m. nacházející v pohoří Karákóram v Indii. Vrchol leží 4,87 km severovýchodně od hory Saser Kangri I.  

## Prvovýstup
Prvovýstup na vrchol Čamšen Kangri byl proveden 21. srpna 2013 indickou expedicí. Na vrcholu stanuli horolezci Divesh Muni, Vineeta Muni, Susan Jensen, Victor Saunders, Samgyal Šerpa, Mingma Šerpa, Ang Dorji, Khedar Šerpa, Dawa Šerpa a Karma Šerpa.